# Laurynas Rimavičius
Laurynas Rimavičius (ur. 20 maja 1985 w Kiejdanach) – litewski piłkarz, grający w FK Szawle. Występuje na pozycji pomocnika.